# Ernst Litfaß
Ernst Theodor Amandus Litfaß (magyarosan: Litfass Ernő) (Berlin, 1816. február 11. – Wiesbaden, 1874. december 27. ) német nyomdász,  könyvkiadó és üzletember. A henger alakú hirdetőoszlop az úgynevezett Litfass-oszlop feltalálója és névadója. Munkássága elismeréseként a reklámcsászár (Reklamekönig) titulussal illették.

## Élete
1816-ban Berlinben született. Családja zsidó származású volt, de áttértek az evangélikus hitre. Apja Ernst Joseph Gregorius Litfaß nyomdatulajdonos nyolc nappal fia születése után hunyt el. Anyja később hozzáment a berlini nyomdász és könyvkereskedő Leopold Wilhelm Krausehoz. Ernst Litfaß kezdetben könyv- és zeneboltban könyvkereskedő inasként dolgozott.
Tanulmányúton járt Nyugat-Európában és Berlinben egy ideig a színészettel is próbálkozott. Sopronban, majd Bécsben is volt nyomdászsegéd. Mostohaapja halála után átvette a családi vállalkozás irányítását. Naumburgban és Berlinben volt nyomdája. Naumburgban állította fel a piac közepén az első, kőből készült hirdetőoszlopot, mely olyan sikert aratott, hogy hamarosan a német államokban, majd Európa más országaiban is elterjedt.
Jómódban élt, korának fontos és befolyásos üzletembere volt. 58 éves korában hunyt el egy wiesbadeni gyógyüdülés alkalmával.

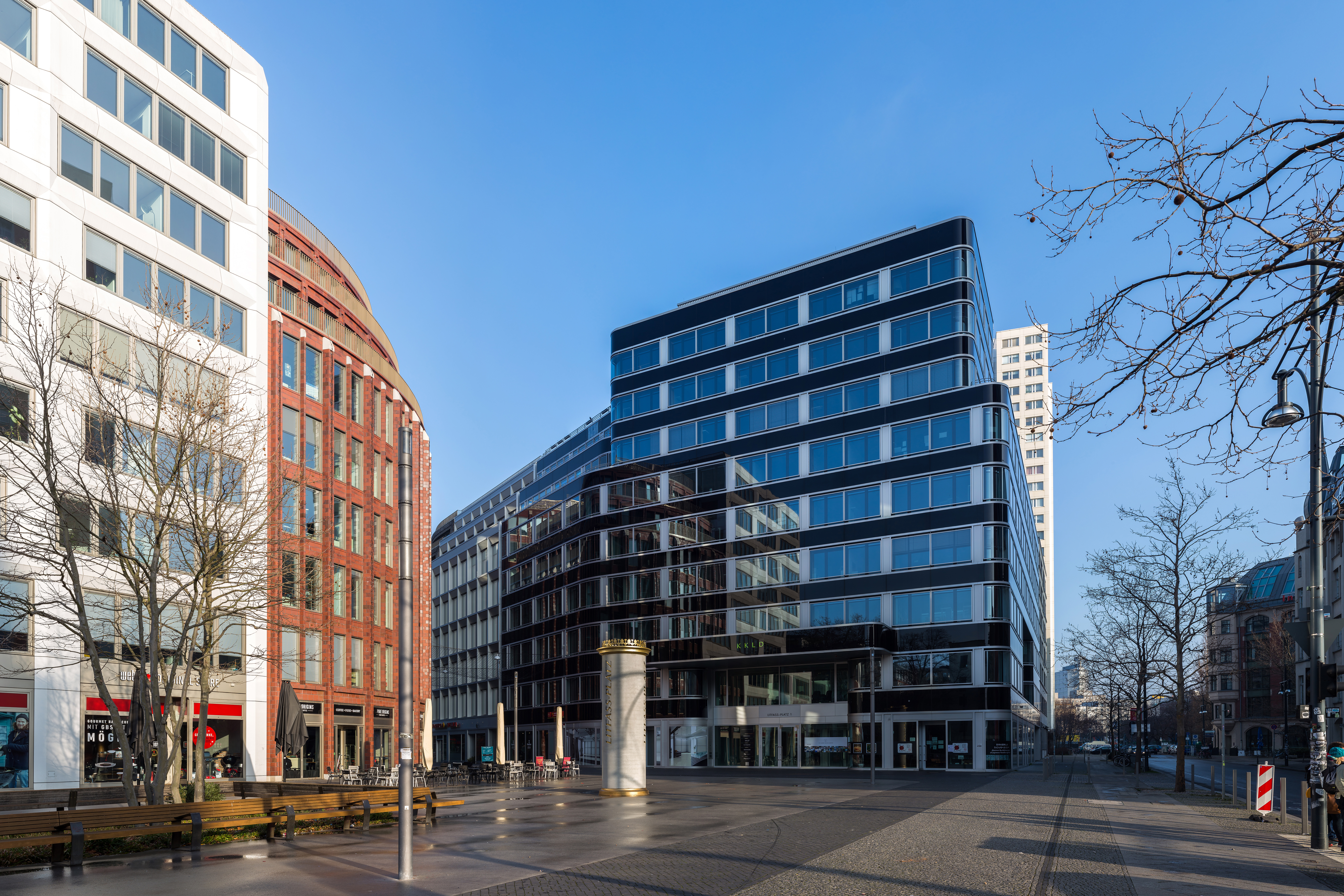
A róla elnevezett tér, Berlin-Mitte Litfaß-Platz
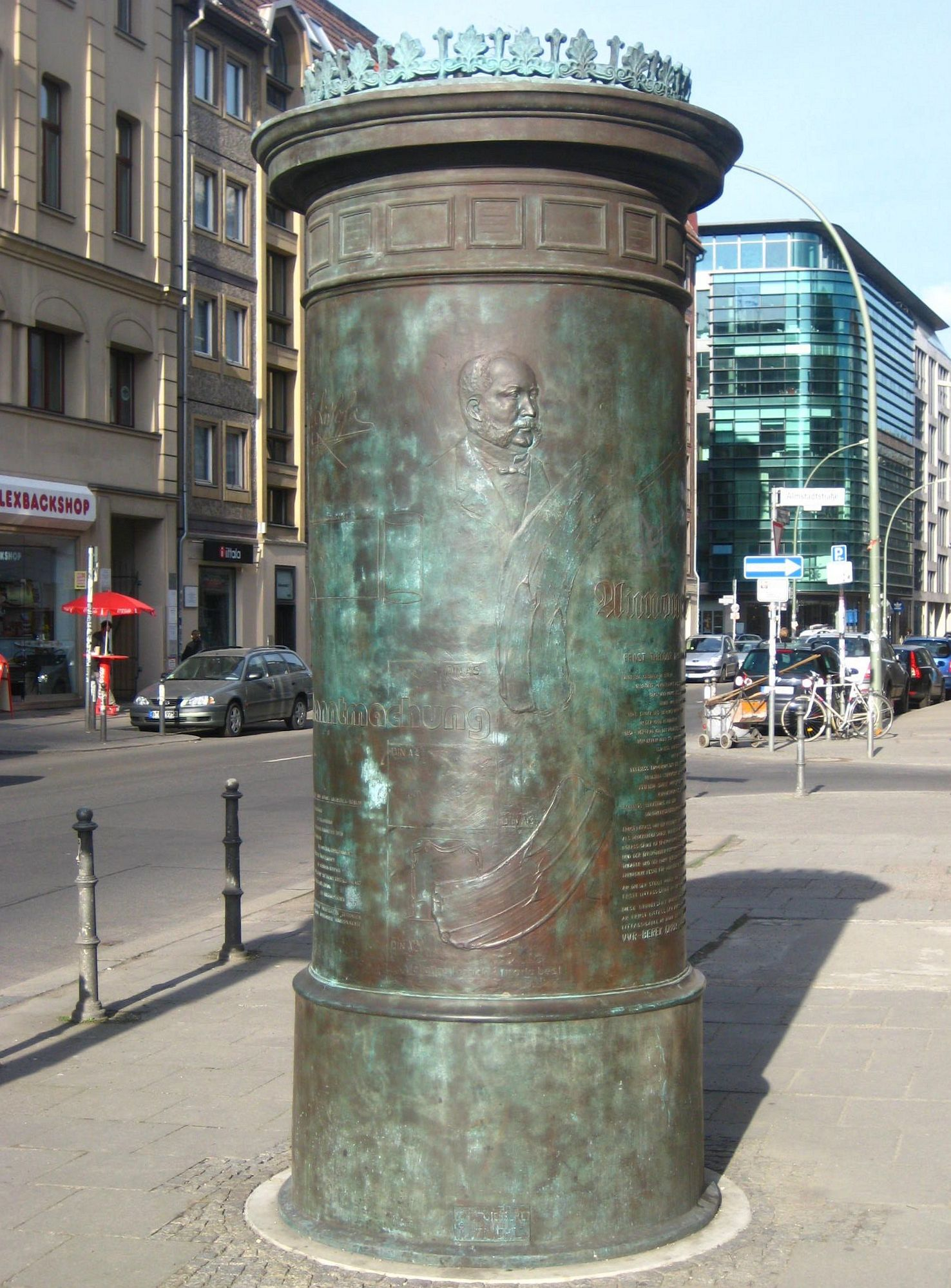
Litfaß emlékoszlopa Berlinben
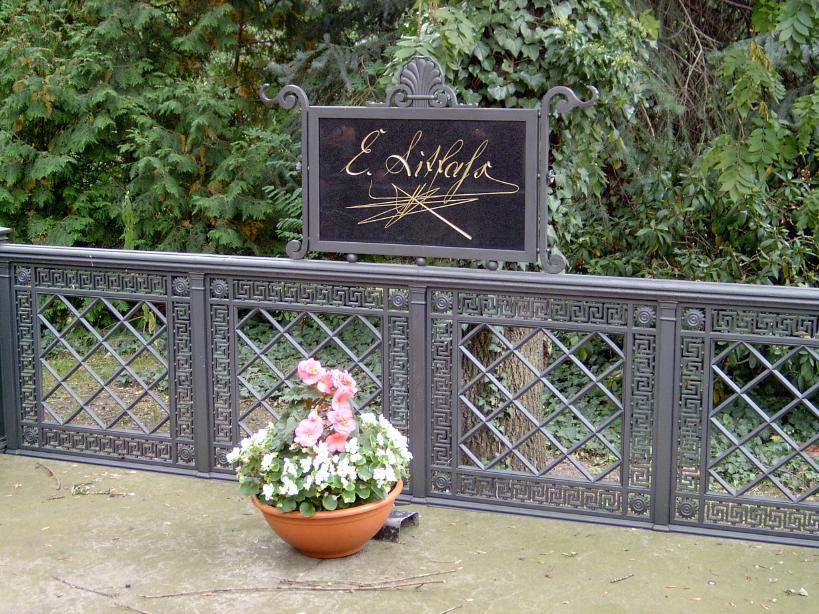
Síremléke